# 李文造
李文造（1942年—）是台灣的企業家，赤貧養子出身，零元創業，成為身家百億的建築業董事長。

## 早年
李文造出生於三峽的農村，生母在他不滿週歲時過世，依照遺言被託孤給娘家的姊妹照顧，跟著終生未嫁的養母過著單親家庭的生活。母子相依為命，必須盡全身之力勞動以求溫飽。雖然家境困苦，李文造的母親未曾要他放棄升學。即使為維生繁忙，李文造仍考上武陵中學，之後並考上成功大學土木系，半工半讀完成學業。

## 事業
李文造退伍後曾進入建築師事務所上班，及工程公司擔任工地主任。1973年成立宏林營造，隨後成立長虹建設，創業初期本金不多，憑藉著過去累積的人脈資源與信用資產，靠著準確估價與成本控制，堅持品質，逐漸累積資本。長虹建設分別於2002年到2004年間陸續上櫃上市，並於2013年獲富比世亞洲雜誌（Forbes Asia）選為亞洲地區企業200強之一。

## 家庭
- 長子李耀中，長虹建設總經理。台灣大學土木系畢業、柏克萊大學結構及營建管理雙碩士、普渡大學營建管理博士。[5]
- 長女李如華，長虹教育基金會執行長。
- 次子李耀民，長虹建設副總經理。成功大學都市計畫系畢業。[6]

## 著作
- 台客1號─長虹建設董事長李文造傳奇，天下文化出版社，2008年11月28日出版。

## 外部連結
- 長虹建設股份有限公司 （页面存档备份，存于）